# Camilla Erculiani
Camilla Erculiani (Padova, XVI secolo – Padova, XVI secolo) è stata una farmacista e femminista italiana.
Fu autrice delle Lettere di philosophia naturale (1584), un testo dove non solo tratta di diversi problemi scientifici ma prende posizione riguardo al ruolo delle donne nella ricerca scientifica.

## Biografia
Le notizie sulla biografia di Camilla sono scarse. Sappiamo per certo che Camilla è nata a Padova da Andrea Greghetti, un mercante e che aveva tre sorelle e due fratelli. Si sposa all'inizio degli anni sessanta con lo speziale Alovisio Stella da cui ha un figlio Melchiorre (o Marchioro). Alovisio lavorava alla spezieria chiamata "alle tre stelle" che si trovava nella contrada della Pescheria (collocata tra le attuali Piazza Garibaldi e Piazza Cavour). È in questa spezieria che Camilla inizia il suo apprendistato come farmacista. Nel 1573, dopo la morte del primo marito, Camilla si risposa con Giacomo Erculiani, gia' speziale "alla Campana"e poi "alle tre stelle". Non ci sono documenti che attestano la data di morte di Camilla, la quale deve essere pero' avvenuta dopo il 1585. Infatti, in questo anno sappiamo che Camilla viene interrogata dall'inquisitore di Padova riguardo a presunte tesi eretiche contenute nelle sue Lettere di philosophia naturale.

## Educazione
Poco sappiamo del suo percorso educativo che doveva essere avvenuto prima nella casa del padre dove avrebbe imparato almeno a leggere e scrivere poi nel contesto della spezieria. Bisogna infatti ricordare che le spezierie padovane erano luoghi importanti di dibattito intellettuale essendo frequentate da studenti e professori universitari. Il contatto quotidiano con questo tipo di ambiente intellettuale che aveva come punti di riferimento lo studio patavino e il suo orto botanico, hanno dato a Camilla la possibilità di essere al corrente del dibattito scientifico dell'epoca. Non è infatti un caso che il destinatario delle Lettere di philosophia naturale sia il medico burgundo Georges Garnier(Giorgio Garnero) (1550-1614) che all'epoca studente a Padova era probabilmente un frequentatore del circolo intellettuale della farmacia. 
L'affermazione di Camilla di scrivere  "senza vedere libri" è quindi probabilmente un'esagerazione o un espediente retorico. Le Lettere di philosophia naturale documentano infatti una conoscenza diretta non solo di ricettari e manuali per speziali ma anche di testi scientifici e filosofici. Il suo ruolo di "speciala" (come Camilla si definiva), non è però il solo elemento che spiega la sua formazione culturale. Come ricordato da Carinci: "verso la metà del secolo inizia un processo di diffusione della filosofia naturale a un pubblico sempre più ampio: si pensi alle traduzioni di Aristotele di Antonio Bacchi e alle numerose parafrasi, compendi e rivisitazioni di testi artistotelici [...] che contribuirono allo sviluppo e alla diffusione di nuove idee e teorie. In questo contesto l'opera di Alessandro Piccolomini è particolarmente significativa."